# Anouk Vetter
Anouk Vetter (Amsterdam, 4 februari 1993) is een Nederlandse atlete, die zich heeft toegelegd op de meerkamp. 
Daarnaast kan zij op de individuele nummers goed uit de voeten, zoals hordelopen, verspringen, waarop zij vele nationale titels veroverde, en speerwerpen. Als B-juniore vergaarde zij haar eerste nationale titel op de zevenkamp, gevolgd door twee nationale titels in deze discipline bij de A-meisjes. Daarnaast werd zij in deze leeftijdscategorie nationaal kampioene speerwerpen. Op 9 juli 2016 werd zij als eerste Nederlandse atlete ooit in Amsterdam Europees kampioene op de zevenkamp, een jaar later gevolgd door een bronzen medaille op de wereldkampioenschappen met een nationale recordscore van 6636 punten. 
Zij nam drie maal deel aan de Olympische Spelen. In 2016 eindigde zij daarbij op de zevenkamp als tiende; in 2021 won Vetter in Tokio op dat onderdeel, ook hier als eerste Nederlandse ooit, de zilveren medaille en bracht al doende haar eigen nationale record uit 2017 op 6689 punten. Bij de Olympische Zomerspelen 2024 liep Vetter in aanloop naar de Spelen een hamstringblessure op, kwam toch in actie, maar stapte uiteindelijk na het verspringen (het vijfde onderdeel) uit het toernooi.

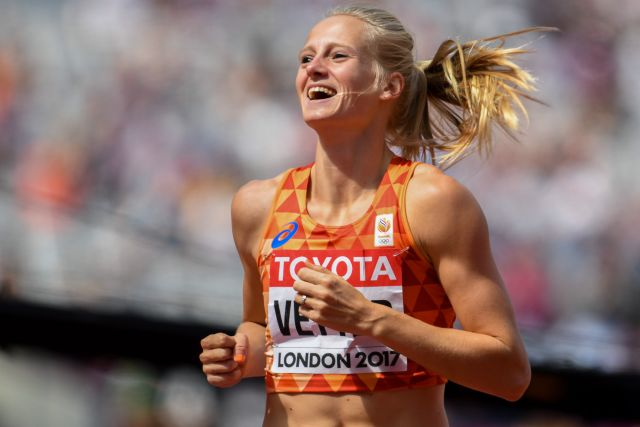
Anouk Vetter haalt derde plaats op de zevenkamp bij de WK van 2017; waarmee ze in de voetsporen van Dafne Schippers trad, die op de WK van 2013 eveneens brons veroverde op de meerkamp.

## Biografie

### Jeugd
Anouk Vetter werd geboren in een atletiekgezin. Haar vader, Ronald Vetter, was docent aan het CIOS. Hij had als atleet aan kogelslingeren gedaan en ontwikkelde zich nadien tot atletiektrainer en bondscoach van de Atletiekunie. Haar moeder, Gerda Blokziel, veroverde als speerwerpster in de jaren tachtig twee nationale titels. Al bij de D-meisjes (leeftijdscategorie 12/13 jaar) blonk Anouk uit op hetzelfde onderdeel en behaalde een plaats op de nationale ranglijsten.

### Eerste internationale ervaringen
Anouk Vetter deed haar eerste internationale ervaring op bij het Europees Jeugd Olympisch Festival van 2009 in Tampere. Ze nam er deel aan het speerwerpen en was lid van de 4 x 100 m estafetteploeg. Op het individuele nummer moest zij zich echter vanwege een schouderblessure afmelden voor de finale, waarvoor zij zich eerder wel had gekwalificeerd. De estafetteploeg werd vervolgens gediskwalificeerd na een wissel buiten het wisselvak en een daarop volgende valpartij van ploeggenote Eva Lubbers.
Twee jaar later maakte zij deel uit van de Nederlandse ploeg die werd uitgezonden naar de Europese kampioenschappen voor junioren in Tallinn. Ditmaal nam Vetter deel aan de zevenkamp, doch ook nu werd zij gehinderd door een blessure. Hierdoor moest zij de tweede dag van deze wedstrijd, die door landgenote Dafne Schippers werd gewonnen, noodgedwongen aan de kant blijven.

### Door pech achtervolgd
In 2012 kreeg Vetter een nieuwe kans om zich internationaal te profileren. Ze had zich dat jaar op de zevenkamp met een persoonlijk record van 5764 punten gekwalificeerd voor de wereldkampioenschappen voor junioren in Barcelona en leek een goede kans te maken op een mooie klassering. Die kans werd echter al bij het eerste onderdeel, de 100 m horden, door een valpartij tenietgedaan. Hoewel zij vervolgens bij het hoogspringen haar pr van 1,75 m nog wist te evenaren, gaf zij daarna de ongelijke strijd op.
Een jaar later, op de Europese kampioenschappen U23 in Tampere kreeg Vetter, na een pr-zevenkamp van 5872 punten in Florence in mei, de volgende kans om zich internationaal te onderscheiden en deze keer leek het ook te gaan lukken. Na de eerste dag stond zij met een tussenscore van 3673 punten op de zevenkamp op een tweede plaats achter de Britse Katarina Johnson-Thompson. Op de tweede dag gooide echter andermaal een blessure roet in het eten en na het verspringen moest zij, op advies van de medische begeleiding, de strijd staken. 'Door een scheurtje in mijn quadriceps kon ik niet verder. Ik was zó dichtbij... Dat jaar twijfelde ik heel erg. Iedereen zei dat ik talentvol was, maar wat had ik eraan als ik niet belastbaar genoeg was?', aldus Vetter.

### Götzis ijkpunt

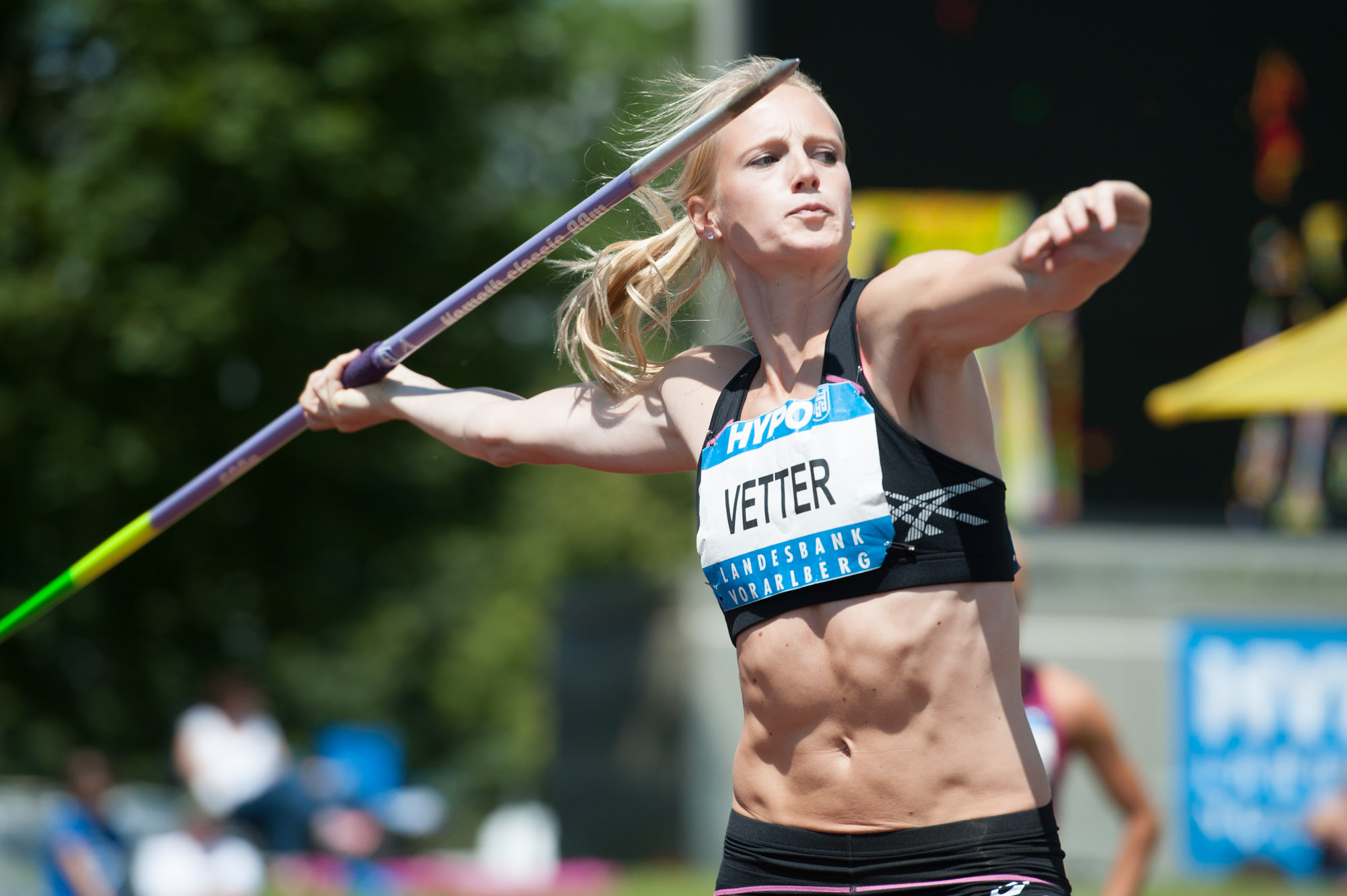
In actie tijdens de Hypomeeting van 2014 in Götzis.

In de winter die volgde besloot Vetter, vanwege haar blessuregevoeligheid, bij het verspringen voortaan van afzetbeen te veranderen. In plaats van met rechts af te zetten, schakelde zij over op afzetten met haar linkerbeen. Dit experiment pakte gunstig uit, want op de Nederlandse indoorkampioenschappen van 2014 sprong zij met 6,06 een pr. Ze werd er derde mee, haar eerste medaille op een senioren-NK, terwijl zij bij het kogelstoten vierde en op de 60 m horden zesde werd. Hoopgevende resultaten in één weekend voor de zevenkamp tijdens de Hypomeeting in Götzis, waarvoor zij inmiddels een uitnodiging op zak had, op basis van de 5872 punten die zij in 2013 had gescoord. Het halen van 6000 punten in Götzis zonder blessures beschouwde zij als haar hoofddoel voor het seizoen 2014.
Götzis groeide uit tot het ijkpunt voor haar verdere loopbaan. Onder gunstige omstandigheden scoorde zij, net als overigens alle andere aanwezige Nederlandse meerkampers dat weekend, een pr. In haar geval werd het een totaal van 6316 punten, een verbetering van 444 punten. Hoewel zij met een negende plaats nog wat in de schaduw bleef van Dafne Schippers en Nadine Broersen, die met een derde en vierde plaats en scores in de 6500 punten beiden voorbij het Nederlandse record van Schippers uit 2012 uitkwamen, had Vetter zich als derde Nederlandse met haar prestatie gekwalificeerd voor de Europese kampioenschappen in Zürich.
Op de Nederlandse kampioenschappen in Amsterdam veroverde Vetter vervolgens haar tweede medaille op een NK voor senioren: ze werd derde bij het verspringen met een outdoor pr-prestatie van 5,92. Bovendien behaalde zij een vijfde plaats op de 100 m horden. De apotheose van het seizoen volgde een maand later in Zürich, waar zij op de zevenkamp als zevende eindigde. Vetter: 'In Götzis was er een emotionele ontlading, maar eigenlijk was die nog groter op het EK in Zürich. (...) Nadine Broersen won zilver en ik liep samen met haar een ereronde. Dat vond ik geweldig. Toen ik in de catacomben kwam, stond Bart Bennema me op te wachten. Ik begón me toch hard te huilen. Ik was enorm blij dat het me een keer gelukt was op een groot toernooi.'

### 2015: Rol als volwassen meerkampster bevestigd

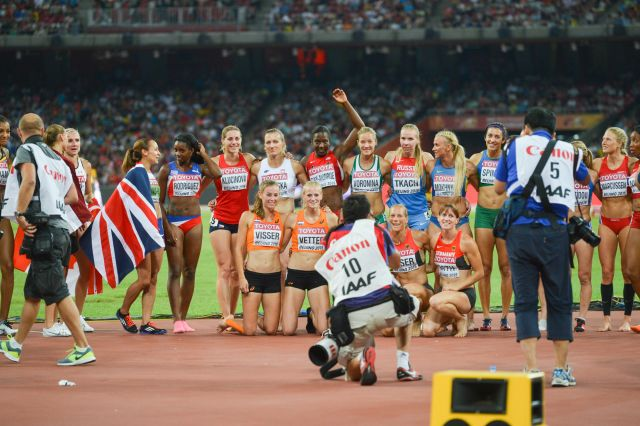
Na afloop van de zevenkamp in Peking met z'n allen op de foto, met de Nederlandse deelneemsters op de eerste rij.

Het belangrijkste evenement tijdens het indoorseizoen van 2015 voor Vetter was haar deelname aan de vijfkamp op de EK indoor in Praag. Vandaar dat zij zich tijdens de eraan voorafgaande NK indoor beperkte tot een tweetal nummers: de 60 m horden en het kogelstoten. Het leverde haar middels twee pr-prestaties respectievelijk een bronzen en een zilveren medaille op. Enkele weken later streed zij op de vijfkamp in Praag goed mee. Door drie pr’s op de eerste vier nummers (60 m horden, kogelstoten en verspringen) stond zij vijfde in het klassement. Op het afsluitende onderdeel, de 800 m, richtte zij zich te veel op een andere loopster, waardoor die race relatief te langzaam ging en zij daardoor terugzakte naar de achtste plaats. Desondanks was haar score van 4548 punten een pr-prestatie, al hadden er volgens Vetter 4600 punten ingezeten.
De eerste serieuze krachtmeting van het baanseizoen was daarna opnieuw de Hypomeeting in Götzis op 30 en 31 mei. Met drie pr-prestaties (op de 100 m horden, het kogelstoten - als enige voorbij de 15 meter - en de 200 m) kwam Vetter ten slotte uit op een pr-totaal van 6458 p, waarmee ze zesde werd achter onder meer Nadine Broersen (derde met 6531 p) en Nadine Visser (vijfde met 6467 punten). Alle drie voldeden hiermee tevens aan de kwalificatielimiet voor deelname aan zowel de WK in Peking als de Olympische Spelen van 2016. Toch was Vetter niet helemaal tevreden, had het gevoel dat er meer in had gezeten. Een bevestiging van dat gevoel zocht zij een maand later bij een zevenkamp in Ratingen, waar zij naar eigen zeggen naartoe ging zonder speciale voorbereiding, maar "om wat dingetjes uit te proberen." Ze deed het bij het kogelstoten, speerwerpen en op de 800 m beter dan in Götzis en won de wedstrijd met een score van 6387 p.
Haar deelname aan de WK in Peking in augustus had voor Vetter het hoogtepunt van het jaar moeten worden, maar werd dat niet. Door een val over de horden had zij in de aanloop naar Peking een hakblessure opgelopen, die bij de aanvang van de WK-zevenkamp nog maar net was genezen. Een verzwikte enkel 's morgens bij het opstaan in Peking maakte het er niet beter op, ook al wees een röntgenfoto uit, dat er geen blijvende schade was opgelopen. Al met al werd het voor Vetter zowel lichamelijk als mentaal een zwaar toernooi. Na de eerste dag twijfelde zij zelfs, of zij de tweede dag nog wel in actie kon komen. Dat lukte uiteindelijk wel, waardoor zij na afloop, na een twaalfde plaats en een puntenscore van 6267, toch nog tevreden op het toernooi kon terugzien, ook al was zij van de drie Nederlandse deelneemsters (Nadine Broersen werd vierde, Nadine Visser achtste) de laagst geklasseerde.

### Europees kampioene

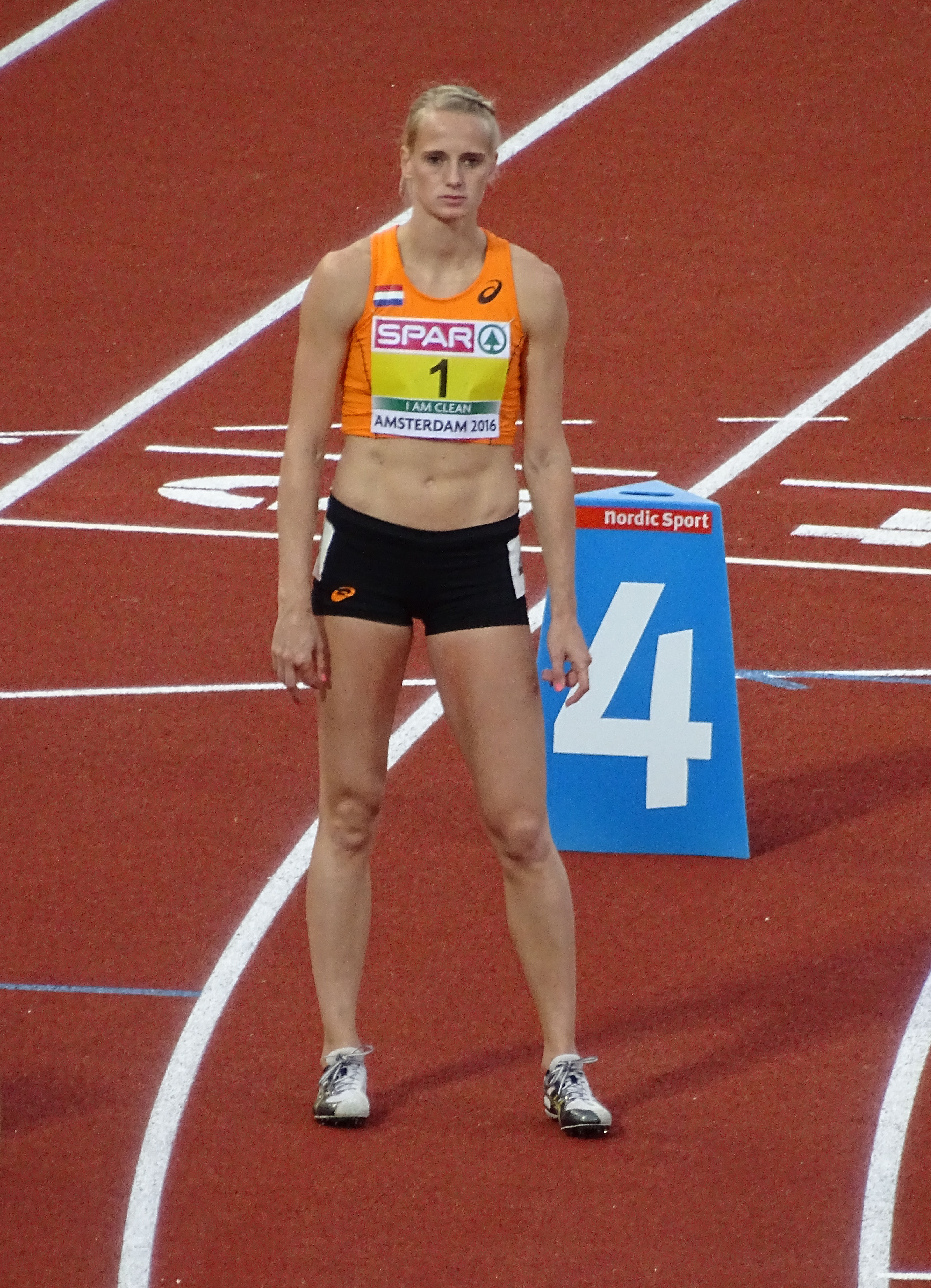
Concentratie voor de start van de 800 m tijdens de zevenkamp op de EK van 2016, die Anouk Vetter met overmacht won.

Medio februari van 2016 ontving Anouk Vetter geheel onverwacht een uitnodiging om deel te nemen aan de wereldindoorkampioenschappen in Portland. Ze hield zich echter aan haar plan om in 2016 alles af te stemmen op het zomerseizoen en zag af van deelname. Wat indoorwedstrijden betreft beperkte zij zich tot de NK indoor, waar zij op een drietal onderdelen uitkwam. Dit resulteerde in drie verschillende medailles: brons op de 60 m horden in een pr-tijd van 8,25, zilver bij het kogelstoten met een pr van 15,45 en goud bij het speerwerpen.
Na een trainingsstage in april testte Vetter, zoals de laatste jaren te doen gebruikelijk, eind mei haar vorm bij de Hypomeeting in Götzis. Hoewel zij na de eerste dag op drie van de vier onderdelen goed presteerde met zelfs een pr-tijd van 23,70 op de afsluitende 200 m, had zij bij het hoogspringen haar enkel gekwetst en twijfelde zij, of zij de tweede dag nog wel in actie zou kunnen komen. Dat deed zij, tegen het advies in van haar trainer, vader Ronald Vetter, uiteindelijk wel (Vetter: 'Ik wilde geen "pussy" zijn'), maar met veel pijn en moeite werd zij met 6282 punten achtste. Het voorval sterkte haar in haar overtuiging, dat zij er het beste aan deed om de EK in Amsterdam uit haar hoofd te zetten en zich volledig te concentreren op de naderende Spelen in Rio de Janeiro.
De EK voor eigen publiek en in haar geboortestad bleek echter een grotere aantrekkingskracht uit te oefenen dan gedacht. Toen zij dus na Götzis weer vrij snel herstelde en enkele doelen om de belastbaarheid te testen werden gehaald, besloot zij op 8 juli 2016 toch aan te treden voor de zevenkamp in het volgepakte Olympisch Stadion van Amsterdam. Van die beslissing kreeg zij geen spijt, want op 9 juli 2016 veroverde zij daar haar allereerste Europese titel. Met haar score van 6626 punten sloeg zij niet alleen een gat van 168 punten met de winnares van het zilver, de Française Antoinette Nana Djimou, maar verbeterde ze bovendien het Nederlands record van Dafne Schippers.
De onverwachte zege in Amsterdam zorgde voor een emotioneel zware periode, waardoor de verwachtingen voor Rio niet al te hoog gespannen waren. Vetter bekende kort voor de Spelen, dat zij al blij zou zijn met een top-8 klassering. In Rio de Janeiro stond Vetter na de eerste dag op de zevende plaats en leek zij het gehoopte resultaat waar te kunnen maken. Op de tweede dag zakte zij echter terug naar de tiende plaats, al sloot zij haar zevenkamp af met een pr van 2.17,71 op de 800 m. Met haar puntentotaal van 6394 en het feit, dat zij als beste Nederlandse was geëindigd (Nadine Broersen finishte als dertiende, Nadine Visser als negentiende) was ze achteraf toch wel tevreden. Het sterkte haar in haar overtuiging, dat ze "voortaan echt mee kon doen".

### Brons op WK 2017

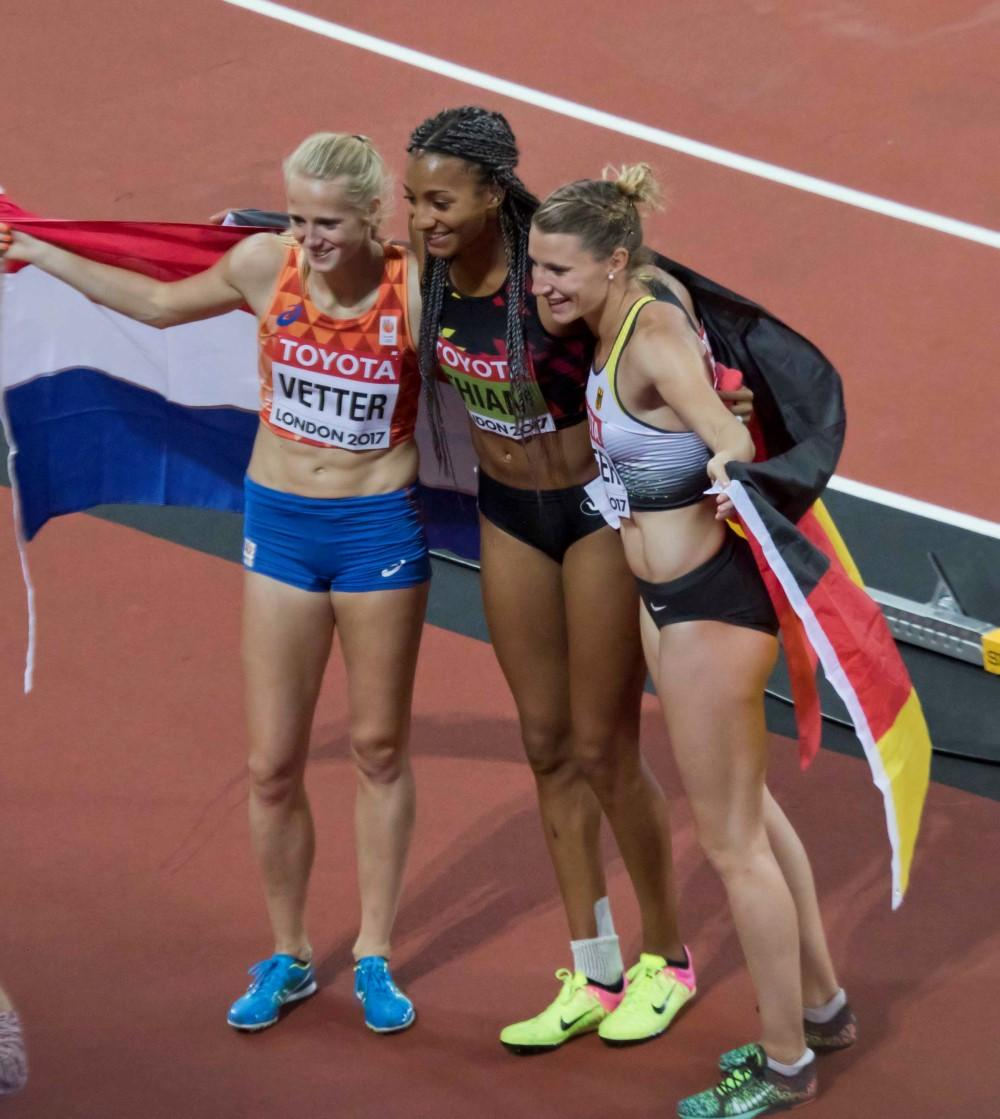
De eerste drie op de zevenkamp van de WK in 2017: v.l.n.r. Anouk Vetter, Nafissatou Thiam en Carolin Schäfer.

Net als het jaar ervoor liet Vetter in 2017 het indoorseizoen goeddeels aan zich voorbijgaan. Wat lichte knieklachten maakten, dat zij in overleg met haar trainer hiervoor koos. Slechts op de NK indoor in Apeldoorn liet zij zich op de 60 m horden even zien. Weliswaar finishte zij hier net buiten de medailles, maar haar tijd van 8,27, 0,02 seconden boven haar persoonlijk beste prestatie, stemde tot tevredenheid. De echte eerste serieuze test van het buitenseizoen was daarna opnieuw de Hypomeeting in Götzis eind mei. En hoewel de Nederlandse daar met een achtste plaats nauwelijks opviel tegenover het geweld dat de Belgische olympisch kampioene Nafissatou Thiam ten toon spreidde door met een meeting- en Belgisch record van 7013 punten de zevenkamp te winnen, was Vetter met haar score van 6497 punten beslist niet ontevreden.
De NK in Utrecht greep Vetter aan om in de aanloop naar de WK in Londen haar vorm op enkele onderdelen te testen. Nadat zij aan het begin van het buitenseizoen bij de Ter Specke Bokaal in Lisse haar kogelstoot-pr al had opgeschroefd naar 16,00 m, koos zij in Utrecht voor twee andere disciplines: het verspringen en de 100 m horden. Het leverde haar op het eerste nummer de titel en op het tweede nummer achter hordenspecialiste Eefje Boons een zilveren medaille op.
Ondanks de eraan voorafgaande prestaties had Anouk Vetter bij de aanvang van de zevenkamp op de WK in Londen maar weinig vertrouwen in een goed resultaat. Haar hoop op een top-vijf klassering liet zij na de eerste dag, die zij toch als vijfde in de tussenstand afsloot, bijna alweer varen. Op de tweede dag wist zij die plek bij het eerste onderdeel, het verspringen, met een beste seizoenprestatie van 6,32 echter vast te houden. Toen zij vervolgens met de speer, niet in het minst tot haar eigen verbazing, uithaalde naar 58,41, een kampioenschapsrecord in een WK-zevenkamp en bovendien 4,5 meter verder dan de eerstvolgende, olympisch kampioene Thiam, klom zij ineens op naar de derde plaats. Haar angst dat zij die plek op het laatste onderdeel, de 800 m, weer zou verliezen, bleek ongegrond en met een eindscore van 6636 punten, een verbetering van haar in Amsterdam gevestigde nationale record, veroverde zij de bronzen medaille achter Nafi Thiam (goud met 6784 p) en de Duitse Carolin Schäfer (zilver met 6696 p). Hiermee trad Anouk Vetter in de voetsporen van Dafne Schippers, die op de WK van 2013 in Moskou een vergelijkbare prestatie had geleverd.

### Vereniging
Anouk Vetter was van jongs af aan lid van het Amsterdamse AAC. Nadat zij op haar zeventiende had besloten om in Arnhem te gaan wonen om optimaal gebruik te kunnen maken van de faciliteiten op het nationaal trainingscentrum Papendal, kwam zij nog maar zelden bij AAC. Begin 2014 was dit voor haar reden om over te stappen naar A.V. Sprint in Breda, omdat ook haar trainingsmaatjes lid zijn van deze vereniging.

## Kampioenschappen

### Internationale kampioenschappen
| Onderdeel | Titel              | Jaar |
| --------- | ------------------ | ---- |
| zevenkamp | Europees kampioene | 2016 |

### Nederlandse kampioenschappen
Outdoor
| Onderdeel   | Jaar                   |
| ----------- | ---------------------- |
| verspringen | 2017, 2019, 2020, 2021 |
| speerwerpen | 2019, 2025             |

Indoor
| Onderdeel   | Jaar             |
| ----------- | ---------------- |
| verspringen | 2016, 2021, 2022 |

## Persoonlijke records
Outdoor
| Onderdeel    | Prestatie | Wind (m/s) | Datum            | Plaats         |
| ------------ | --------- | ---------- | ---------------- | -------------- |
| 100 m        | 11,61     | +0,9       | 9 juni 2016      | Mannheim       |
| 200 m        | 23,65     | +0,5       | 29 mei 2021      | Götzis         |
| 800 m        | 2.17,71   |            | 13 augustus 2016 | Rio de Janeiro |
| 100 m horden | 13,09     | -0,8       | 4 augustus 2021  | Tokio          |
| hoogspringen | 1,81      |            | 13 juli 2013     | Tampere        |
| verspringen  | 6,52      | +0,3       | 18 juli 2022     | Eugene         |
| kogelstoten  | 16,25     |            | 17 juli 2022     | Eugene         |
| speerwerpen  | 59,81     |            | 29 mei 2022      | Götzis         |
| zevenkamp    | 6867 (NR) |            | 17/18 juli 2022  | Eugene         |

Indoor
| Onderdeel    | Prestatie | Datum            | Plaats    |
| ------------ | --------- | ---------------- | --------- |
| 60 m         | 7,46      | 6 februari 2016  | Amsterdam |
| 800 m        | 2.24,48   | 6 maart 2015     | Praag     |
| 60 m horden  | 8,15      | 27 februari 2022 | Apeldoorn |
| hoogspringen | 1,77      | 6 maart 2015     | Praag     |
| verspringen  | 6,42      | 20 februari 2021 | Apeldoorn |
| kogelstoten  | 15,45     | 27 februari 2016 | Apeldoorn |
| vijfkamp     | 4548      | 6 maart 2015     | Praag     |

### Opbouw pr meerkamp en potentie op basis van persoonlijk records
In de tabel staat de uitsplitsing van het persoonlijk record op de zevenkamp. In de kolommen ernaast staat ook het potentieel record, met alle persoonlijke records op de losse onderdelen en de bijbehorende punten.
|              | Uitsplitsing pr | Uitsplitsing pr | Uitsplitsing pr |              | Potentieel record | Potentieel record |
| Onderdeel    | Prestatie       | Wind (m/s)      | Punten          | Pers. record | Punten            |                   |
| ------------ | --------------- | --------------- | --------------- | ------------ | ----------------- | ----------------- |
| 100 m horden | 13,30           | +0,7            | 1080            | 13,09        | 1111              |                   |
| hoogspringen | 1,80            |                 | 978             | 1,81         | 991               |                   |
| kogelstoten  | 16,25           |                 | 945             | 16,25        | 945               |                   |
| 200 m        | 23,73           | +1,4            | 1007            | 23,70        | 1010              |                   |
| verspringen  | 6,52            | +0,3            | 1014            | 6,52         | 1014              |                   |
| speerwerpen  | 58,29           |                 | 1021            | 59,81        | 1051              |                   |
| 800 m        | 2.20,09         |                 | 822             | 2.17,71      | 855               |                   |
| Puntentotaal |                 |                 | 6867            |              | 6977              |                   |

## Palmares

### 100 m
- 2015:  Gouden Spike – 11,63 s
- 2021:  Gouden Spike - 11,48 s (+2,1 m/s)

### 60 m horden
- 2014: 6e NK indoor – 8,50 s
- 2015:  NK indoor – 8,34 s
- 2016:  NK indoor – 8,25 s
- 2017: 4e NK indoor – 8,27 s
- 2018:  NK indoor – 8,31 s
- 2019:  NK indoor – 8,46 s
- 2020:  NK indoor – 8,46 s
- 2021:  NK indoor – 8,29 s
- 2022:  NK indoor – 8,15 s
- 2023:  NK indoor – 8,37 s

### 100 m horden
- 2014: 5e NK – 13,81 s
- 2016: 4e NK – 13,38 s (+3,5 m/s)
- 2017:  NK – 13,52 s (-0,8 m/s)
- 2018:  NK – 13,80 s (-1,5 m/s)
- 2021: 4e Ter Specke Bokaal - 13,84 s (+0,0 m/s)
- 2023:  NK – 13,35 s (+0,6 m/s)

### verspringen
- 2014:  NK indoor – 6,06 m
- 2014:  NK – 5,92 m
- 2016:  NK indoor – 6,21 m
- 2017:  NK – 6,24 m (-1,0 m/s)
- 2019:  NK – 6,31 m (-0,3 m/s)
- 2020:  NK indoor – 6,11 m
- 2020:  NK – 6,24 m (+2,0 m/s)
- 2021:  NK indoor – 6,42 m
- 2021:  Gouden Spike - 6,49 m (+1,6 m/s)
- 2021:  NK – 6,28 m (-0,3 m/s)
- 2022:  NK indoor – 6,32 m
- 2023:  NK indoor – 6,29 m
- 2024:  NK indoor – 6,31 m

### kogelstoten
- 2013: 6e NK indoor – 13,47 m
- 2014: 4e NK indoor – 14,25 m
- 2015:  NK indoor – 14,77 m
- 2015:  Gouden Spike – 14,83 m
- 2016:  NK indoor – 15,45 m
- 2016:  Ter Specke Bokaal te Lisse – 14,98 m
- 2016:  Gouden Spike – 15,19 s
- 2016: 5e NK – 14,78 m
- 2017:  Ter Specke Bokaal – 16,00 m

### speerwerpen
- 2009: DNS EJOF (in kwal. 44,78 m)
- 2019:  NK – 55,20 m
- 2020:  NK - 53,62 m
- 2025:  NK – 55,96 m

### vijfkamp
- 2015: 8e EK indoor – 4548 p

### zevenkamp
- 2011: DNF EK U20 te Tallinn (7e na 1e dag)
- 2012: DNF WK U20
- 2013:  Multistars te Desenzano del Garda – 5872 p
- 2013: DNF EK U23 (2e na 1e dag)
- 2014: 9e Hypomeeting in Götzis – 6316 p
- 2014: 7e EK – 6281 p
- 2015: 6e Hypomeeting – 6458 p
- 2015:  Mehrkampf-Meeting Ratingen – 6387 p
- 2015: 12e WK – 6267 p
- 2015:  IAAF World Combined Events Challenge – 19112 p
- 2016: 8e Hypomeeting – 6282 p
- 2016:  EK – 6626 p (NR)
- 2016: 10e OS – 6394 p
- 2016:  IAAF World Combined Events Challenge – 19302 p
- 2017: 7e Hypomeeting – 6497 p
- 2017:  WK – 6636 p (NR)
- 2017:  Décastar - 6363 p
- 2017:  IAAF World Combined Events Challenge – 19496 p
- 2018: 4e Hypomeeting – 6426 p
- 2018: 5e EK – 6414 p
- 2019: DNF WK
- 2021:  Hypomeeting - 6546 p
- 2021:  OS – 6689 p (NR)
- 2022:  Hypomeeting - 6693 p (NR)
- 2022:  WK – 6867 p (NR)
- 2022: DNF EK
- 2023:  WK – 6501 p
- 2024:  Hypomeeting - 6642 p
- 2024: DNF OS

### 4 x 100 m
- 2009: DNF EJOF (in serie 46,42 s)